# Fabiana
Fabiana es un género de plantas con flores perteneciente a la subfamilia Petunioideae, incluida en la familia de las solanáceas (Solanaceae). Comprende 33 especies descritas y de estas, solo 15 aceptadas.

## Taxonomía
El género fue descrito por Ruiz & Pav. y publicado en Florae Peruvianae, et Chilensis Prodromus 22. 1794. La especie tipo es: Fabiana imbricata Ruiz & Pav.	
Etimología
Fabiana: nombre genérico otorgado en honor de Francisco Fabián y Fuero (1719-1801), arzobispo de Valencia (1773-1794), y patrono de la botánica. 

## Especies aceptadas
A continuación se brinda un listado de las especies del género Fabiana aceptadas hasta julio de 2015, ordenadas alfabéticamente. Para cada una se indica el nombre binomial seguido del autor, abreviado según las convenciones y usos.	
- Fabiana bryoides Phil.
- Fabiana densa Remy
- Fabiana denudata Miers
- Fabiana deserticola Reiche
- Fabiana fiebrigii Scolnick ex S.C.Arroyo
- Fabiana foliosa (Speg.) S.C.Arroyo
- Fabiana friesii Dammer
- Fabiana imbricata Ruiz & Pav.
- Fabiana nana (Speg.) S.C.Arroyo
- Fabiana patagonica Speg.
- Fabiana peckii Niederl.
- Fabiana punensis S.C.Arroyo
- Fabiana squamata Phil.
- Fabiana stephanii Hunz. & Barboza
- Fabiana viscosa Hook. & Arn.